# Адріан Соловецький
Святий Адріа́н Солове́цький (невід. — бл. 1632, Соловки, Росія) — російський святий, чернець та пустельник. Вів подвижнецьке життя самітника та пустельника на Соловецьких островах.
Пустельник Адріан шукав спасіння у найстрогішому мовчанні та безмовництві в дикому лісі Соловецького острова. Він жив поблизу озера на самісінькій середині острова, в двох верстах від келії, побудованої ігуменом Іринархом. Він провадив строге подвижнецьке життя. Тут він помер і був похований в пустині.
Пам'ять у православній церкві — 9 (22) серпня (Собор Соловецьких святих).